# Julio Maragall
Julio Maragall (Barcelona, 1936) és un escultor i arquitecte veneçolà d'ascendència catalana.

## Biografia
Nascut a Catalunya durant la guerra civil, el 1939 va exiliar-se amb els seus pares, a Veneçuela, país originari de la seva mare.
Entre 1959 i 1961 va estudiar a la Facultat d'Arquitectura i Urbanisme de la Universitat Central de Venezuela, on rep classes d'arts plàstiques, ceràmica, joieria i escultura. El 1961 es trasllada als Estats Units on realitza estudis d'arquitectura paral·lelament als estudis d'art i escultura a la Universitat Cornell. El 1965 torna a Veneçuela i a partir de 1974 dona classes de disseny a la Universitat Simón Bolívar (fins a 1983). El 1984 és nomenat coordinador d'arquitectura d'aquesta universitat i, a partir del 1985, s'encarrega de la càtedra d'escultura, de la qual és encara docent. Ha estat membre de la Comissió Assessora del Departament de Disseny i Estudis Urbans, de la Comissió de Desenvolupament de la Planta Física i del Consell Assessor de la Coordinació Docent d'Arquitectura de la USB. Inicialment va treballar escultures en ferro per després utilitzar la fusta i el buidatge en bronze. El 1988 crea la seu Simón Bolívar civil al Passeig José María Vargas de Caracas. El 1989 realitza la primera exposició de bronzes, sempre sobre la figura femenina en composició amb volums. El 1996 realitza l'obra A Simón Bolívar al Parc de la Barceloneta, a Barcelona.

## Família
Julio Maragall és fill del també escultor Ernest Maragall i Noble i net del poeta Joan Maragall i de Clara Noble.
És nebot de Jordi Maragall i Noble, Joan-Anton Maragall i Noble i Helena Maragall, així com cosí germà de Pasqual Maragall, 127è President de la Generalitat de Catalunya, Ernest Maragall i Mira, Pau Malvido, Jordi Maragall i Mira i Joan-Anton Maragall i Garriga. És també oncle valencià de Cristina Maragall.